# Harántnégyelt
A harántnégyelés a pajzs vagy a mező osztása két átlós vonallal, melyek közül az egyik a pajzs vagy a mező jobb felső sarkából tart a bal alsó sarok felé, a másik pedig a bal felső sarokból a jobb alsó sarok felé és az osztóvonalak a pajzs közepén metszik egymást. Ezáltal a pajzsot vagy mezőt arányaiban négy egyenlő részre osztják. Nem tévesztendő össze a negyedeléssel. Ez a hűbéri és rokoni heraldika eljárása a vérségi viszonyok címertani kifejezésére, melynek harántnégyelt változata is van. A többszörös harántolás harántsakkozott pajzsot vagy mezőt eredményez.  
A harántnégyelt pajzs alkalmas két, három vagy négy címer egyesítésére. Két címer egyesítésekor az előkelőbb az 1. és 4. mezőbe kerül, a másik a 2. és 3. mezőbe. Ha a mezőkben nincs semmilyen címerábra, a hrántnégyelés nem mező, hanem mesteralak vagy egy (potenciális) alap.
Az osztóvonalak nemcsak egyenes, hanem mindenféle görbe vonalak is lehetnek. Ezek a változatok részben a rokoni heraldika hatására terjedtek el.

## A harántnégyelés eredete
A négyeléshez hasonlóan ez a tagolási mód is Spanyolországban jelent meg először, majd Szicílián át egész Európában elterjedt. A források szerint először III. Péter, Aragóna és Szicília királya használta 1285-ben, a két királyság címerének egyesítésére.

## Egyéb harántnégyelések
Tágabb értelemben harántnégyelésnek nevezhető minden olyan tagolás is, amely a címert vagy a mezőt négy átlós részre osztja. Ilyen pl. a háromszor haránt- vagy balharántvágott címer. Itt is érvényes, hogy a mezőkben legalább, kétféle máznak kell váltakoznia. Harántnégyelt nemcsak egy címer vagy mező lehet, hanem egy mesteralak vagy címerkép is.